# Fleuthkuhlen
Die Fleuthkuhlen sind ein Naturschutzgebiet am Niederrhein in Nordrhein-Westfalen, das zwischen Geldern und Issum liegt und eine Fläche von rund 588 Hektar umfasst.
Mit Ausnahme einiger randlicher Teilflächen ist fast das gesamte Naturschutzgebiet auch als FFH-Gebiet DE-4404-301 Fleuthkuhlen ausgewiesen, wodurch diese Bereiche zum europäischen Schutzgebietsnetz Natura 2000 gehören. Das FFH-Gebiet erstreckt sich jedoch weiter bis nach Kevelaer über Teile des Naturschutzgebiets Issumer Fleuth.
Die Fleuthkuhlen sind ein Niedermoorkomplex in den Niederungen der Issumer Fleuth, bestehend aus 53 flachen Stillgewässern.
Diese Gewässer sind im 18. und 19. Jahrhundert durch bäuerlichen Torfabbau entstanden. Nachdem die bis zu drei Meter dicken Torfschichten abgebaut waren, füllten sich die Löcher rasch mit Grund- und Regenwasser. Diese kleinen Teiche werden im Volksmund Kuhlen bzw. Kullen genannt.
Für den Naturschutz bedeutsam sind die Fleuthkuhlen hauptsächlich durch Arten der Sumpf-, Röhricht- und Wasservegetation. Die Schneide, ein Sauergras das sehr stark gefährdet ist, bildet hier noch größere Bestände aus. Weitere gefährdete Arten sind  die Wasserfeder, der Zungen-Hahnenfuß, der Wasserschierling, die Schlangenwurz, das Sumpf-Greiskraut, der Sumpffarn und die Röhrige Pferdesaat. Die Weiße Seerose, der Froschbiss und das Alpen-Laichkraut sind die besonders bedrohten Arten der Wasservegetation.
Im Naturschutzgebiet lebt eine der seltensten Brutvogelarten Nordrhein-Westfalens, die Wasserralle. Ebenfalls auf der Roten Liste sind der Schwarzspecht, der Pirol, der Kiebitz, der Zwergtaucher, der Teichrohrsänger und der Eisvogel. Unter den Fischen sind der Schlammpeitzger und der Bitterling hervorzuheben. Bei den Amphibien ist der Moorfrosch und bei den Reptilien sind Ringelnatter und Waldeidechse zu nennen.
Im Gebiet wurden etwa 300 Blütenpflanzen, 30 Libellenarten, 11 Fledermausarten und 85 Brutvogelarten nachgewiesen. Seit 2015 kommt auch der Biber im Schutzgebiet vor.
Eine Fläche von 147 ha wurden von der Nordrhein-Westfalen-Stiftung gekauft, um sie dauerhaft für den Naturschutz zu sichern. Betreut wird das Gebiet seit 1995 vom Naturschutzzentrum Gelderland im NABU-Kreisverband Kleve.